# Maria Matthijssens
Maria Matthijssens (Antwerpen, 20 april 1861 — Teddington (Londen), 31 juli 1916) was een Vlaamse componist. Ze was actief in de 19d, begin 20e eeuw, en werd vooral bekend met het componeren van verschillende liederen met Nederlandstalige teksten. Het lied ‘Omdat ik Vlaming ben’ (tekst van Lambrecht Lambrechts) is vandaag nog steeds bekend.

## Biografie
Maria Matthijssens (Matthyssens in het Frans) werd geboren in Antwerpen op 20 april 1861 als Maria Schewyck. Over haar jeugd is verder weinig bekend buiten het feit dat ze als kind al vrij goed piano kon spelen en een mooie sopraanstem had.
Op 30 augustus 1881 huwde ze met architect George Matthijssens en nam zijn naam aan. Hoewel ze later verschillende werken op haar naam zou zetten, zou Maria zich steeds in de eerste plaats als moeder en huisvrouw omschrijven.
Tijdens de Eerste Wereldoorlog vluchtte ze naar Engeland, waar ze op 31 juli 1916 in Londen overleed. De precieze oorzaak van haar overlijden is onduidelijk; sommige kranten meldden een fatale ziekte, terwijl anderen beweerden dat ze slachtoffer was van een overval in Londen.

## Werk
Matthijssens ging in de leer bij verschillende vooraanstaande namen, gelinkt aan het Antwerps conservatorium: Jan Blockx, Emile Ergo, Emile Wambach en Flor Alpaerts.
Hoewel ze muziek als hobby beschouwde, componeerde ze meerdere werken voor piano ("Marquisette"), orkest ("Feestgalm", "Balletsuite", "Impromptu"), kamermuziek, koorwerken, zangspelen en liederen in de volkstrant. Deze laatste waren bijzonder populair tijdens zangavonden georganiseerd door cultuurorganisaties zoals het Willemsfonds, Davidsfonds en het Algemeen Nederlands Verbond (ANV).
Liederen die tijdens deze avonden populair waren, waren onder andere ‘Prins karnaval’ met tekst van Willem Gijssels, ‘Omdat ik Vlaming ben’ op tekst van Lambrecht Lambrechts en ‘Schoentje Lap’ op een gedicht van Ernest De Weert. Dit laatste kreeg in 1909 ook de eerste prijs in een liedjeswedstrijd van de stad Antwerpen. Het weerklonk nadien op de beiaard van de Antwerpse kathedraal en de stokerij F.X. De Beukelaer maakte met dit lied ook reclame voor hun kruidenlikeur Élixir d’Anvers.
Matthijssens componeerde niet enkel voor Nederlandstalige teksten, ook voor de Franse teksten van o.a. Léon Solvay, Gustave De Graef en Marguerite Coppin schreef ze muziek. De liederen ‘Bouderie’ (petit poëme en prose pour ténor) en ‘Chant d’hyménée’ (opgedragen aan haar kinderen) voorzag ze ook uitzonderlijk van eigen teksten.
In Choses d’âme bundelde ze acht liederen op gedichten van Gustave De Graef (1852-1932), waarvan zij enkele zelf orkestreerde. Deze bundel is een mooi voorbeeld van de kunstkringen waarin Matthijssens zich bewoog, met illustraties van bekende kunstenaars en odes aan prominente namen uit de toenmalige kunstwereld.

## Erkenning
Haar werken werden gepubliceerd door verschillende uitgeverijen zoals Schott, Katto, Breitkopf & Härtel, Janssens, Faes, De Vlaamsche Muziekhandel en de Parijse muziekuitgeverijen Pitault en Colombier.
Begin 1899 organiseerde de Antwerpse Cercle Artistique et Littéraire een concert dat bijna volledig aan Matthijssens' werk was gewijd. Toonaangevend tijdschrift Le Guide musical’ woonde het concert bij en schreef over haar liederen dat ze uitstekend geschreven waren voor de stem en goed geprosodieerd. Verder vond men dat in haar melodieën een elegante en verfijnde vorm weerklonk.
- Gemeinsame Normdatei: 1172816573
- International Standard Name Identifier: 0000 0004 9935 1715
- Library of Congress Control Number: no2018084125
- MusicBrainz: 1538a3bd-3c8c-47f5-bd99-31f6044a2807
- Réseau des bibliothèques de Suisse occidentale: 02-A023595390
- Virtual International Authority File: 64153061344719202341